# Carran
Carran är ett samhälle i republiken Irland.   Det ligger i grevskapet An Clár och provinsen Munster, i den centrala delen av landet, 190 km väster om huvudstaden Dublin. Carran ligger 139 meter över havet och antalet invånare är 106.
Terrängen runt Carran är kuperad åt nordost, men åt sydväst är den platt. Runt Carran är det ganska glesbefolkat, med 27 invånare per kvadratkilometer. Närmaste större samhälle är Gort, 17,7 km öster om Carran. Trakten runt Carran består i huvudsak av gräsmarker.